# جان اشتون (بازیکن فوتبال)
جان اشتون (انگلیسی: Jon Ashton؛ زادهٔ ۴ اکتبر ۱۹۸۲) بازیکن فوتبال اهل بریتانیا است.
از باشگاه‌هایی که در آن بازی کرده‌است می‌توان به باشگاه فوتبال کراولی تاون، باشگاه فوتبال آکسفورد یونایتد، باشگاه فوتبال استیونج، باشگاه فوتبال نوتس کانتی، باشگاه فوتبال گرایس اتلتیک، و باشگاه فوتبال لستر سیتی اشاره کرد.
وی همچنین در تیم ملی فوتبال England C بازی کرده‌است.